# Унцукульский район
Унцуку́льский район (авар. Унсоколо мухъ) — административно-территориальная единица и муниципальное образование (муниципальный район) в составе Республики Дагестан Российской Федерации.
Административный центр — посёлок городского типа Шамилькала.

## География
Расположен в центральной части современного Дагестана, на севере горного Дагестана. Собственно, горная часть Дагестана начинается здесь, с села Унцукуль. Только Гимринский хребет отделяет район от равниной части Дагестана. Расстояние от северной границы до южной — 45 км, от западной границы до восточной — 25 км.
Граничит с муниципальными районами республики: на севере и западе с Гумбетовским, на юго-западе — с Хунзахским, на юго-востоке — с Гергебильским и Левашинским, и на востоке — с Буйнакским.

## История
Унцукульский район основан в 1935 году. Это один из крупных аварских районов. Историческое развитие Унцукульского района как единого политического объединения начинается с XVII века, когда все сельские общины, расположенные в долине реки Аварское Койсу, объединились в мощное политическое объединение — Койсубулинское вольное общество, которое просуществовало вплоть до Кавказской войны, то есть до 20-х годов XIX столетия.
В XVII—XIX веках унцукульцы совершали частые набеги на Грузию и на плоскостные земли по побережью Каспийского моря. Известно немало имен военных предводителей койсубулинцев. Среди них Дарбиш, Гелега, Хан Малачилав, Канца Малахума, хромой Ражбадин и мн. др. Из истории также известно, что Гелега возглавлял объединённые силы горцев ополченцев, отражавших натиск иранских захватчиков на Кавказ.
В 1820—1850-х годах в период Кавказской войны Койсубулинское вольное общество находилось в эпицентре драматических событий, связанных с борьбой горцев Дагестана и Чечни против русского царизма. Возглавляли эту борьбу вначале Газимагомед, затем Шамиль (оба выходцы из села Гимры).
С деятельностью имама Шамиля связано и возникновение первого государственного объединения в Дагестане — Имамат, это религиозно — теократическое государство, куда входила горная часть Дагестана и Чечни. В этой борьбе горцы продемонстрировали миру мужество и стойкость в борьбе за свободу. Ярким проявлением этой борьбы является героическая битва горцев на горе Ахульго недалеко от с. Ашильта в августе 1839 г.
С окончанием кавказской войны в 1861 году Койсубулинское вольное общество вновь было восстановлено, как своего рода административный район и входило в состав Аварского округа.
Свои коррективы в жизнь горцев внесли Октябрьская революция и гражданская война в начале XX века. Одним из самых ярких руководителей бедноты в борьбе за Советскую власть был Махач Дахадаев, уроженец с. Унцукуль. Под его руководством из числа унцукульцев был создан партизанский отряд численностью 500 человек.
В 1920—30-х годах в Унцукульском районе активно строились школы, больницы, создавались колхозы, государственные учреждения:
В Августе 1944 года Кодотлинский сельсовет Унцукульского района был передан в новый Гергебильский район.
10 августа 1960 года Унцукульский район был упразднён, а его территория передана в Гергебильский район. В 1963 году район восстановлен в прежних границах.
В 1980 году было начато строительства Ирганайской ГЭС. В 1998 году осуществлён пуск первого агрегата Ирганайской ГЭС, а в 2001 году пуск второго агрегата.

## Население
| 1959    | 1970    | 1979    | 1989    | 2002    | 2009    | 2010    | 2011    | 2012    | 2013    |
| ------- | ------- | ------- | ------- | ------- | ------- | ------- | ------- | ------- | ------- |
| 10 840  | ↗11 488 | ↗11 786 | ↗16 105 | ↗27 460 | ↗28 548 | ↗29 547 | ↗29 641 | ↗29 733 | ↗29 918 |
| 2014    | 2015    | 2016    | 2017    | 2018    | 2019    | 2020    | 2021    | 2023    | 2024    |
| ↗30 029 | ↗30 297 | ↗30 560 | ↗30 783 | ↗31 080 | ↗31 340 | ↗31 625 | ↘31 331 | ↗31 757 | ↗32 066 |
| 2025    |         |         |         |         |         |         |         |         |         |
| ↗32 414 |         |         |         |         |         |         |         |         |         |

### Национальный состав
По данным Всероссийской переписи населения 2010 года:
| Народ    | Численность, чел. | Доля от всего населения, % |
| -------- | ----------------- | -------------------------- |
| аварцы   | 28 799            | 97,5 %                     |
| даргинцы | 128               | 0,43 %                     |
| лакцы    | 111               | 0,38 %                     |
| другие   | 509               | 1,7 %                      |
| всего    | 29 547            | 100 %                      |

По данным Всероссийской переписи населения 2021 года: 
| Народ        | Численность, чел. | Доля от всего населения, % |
| ------------ | ----------------- | -------------------------- |
| аварцы       | 30 982            | 98,88 %                    |
| даргинцы     | 50                | 0,16 %                     |
| русские      | 44                | 0,14 %                     |
| другие       | 124               | 0,04 %                     |
| не указавшие | 131               | 0,42 %                     |
| всего        | 31 333            | 100,00 %                   |

### Урбанизация
Городское население (в пгт Шамилькала) составляет 16,24 % от всего населения района.

## Административно-территориальное устройство
Унцукульский район в рамках административно-территориального устройства включает посёлок (городского типа), сельсоветы и сёла.
В рамках организации местного самоуправления в одноимённый муниципальный район входят 13 муниципальных образований, в том числе 1 городское и 12 сельских поселений, которым соответствуют посёлок (городского типа), сельсоветы и сёла:
| №        | Муниципальное образование | Административный центр | Количество населённых пунктов | Население | Площадь, км² |
| -------- | ------------------------- | ---------------------- | ----------------------------- | --------- | ------------ |
| 1e-06    | Городское поселение       |                        |                               |           |              |
| 1        | посёлок Шамилькала        | пгт Шамилькала         | 1                             | ↗5189     | 0,78         |
| 1.000002 | Сельские поселения        |                        |                               |           |              |
| 2        | сельсовет Араканский      | село Аракани           | 3                             | ↗1722     | 60,69        |
| 3        | село Ашильта              | село Ашильта           | 1                             | ↘1842     | 21,61        |
| 4        | сельсовет Балаханский     | село Балахани          | 3                             | ↗2632     | 34,93        |
| 5        | село Гимры                | село Гимры             | 1                             | ↗5168     | 19,45        |
| 6        | село Ирганай              | село Ирганай           | 1                             | ↘2366     | 37,57        |
| 7        | сельсовет Иштибуринский   | село Иштибури          | 3                             | ↗510      | 8,56         |
| 8        | сельсовет Кахабросинский  | село Кахабросо         | 2                             | ↗994      | 9,54         |
| 9        | сельсовет Майданский      | село Майданское        | 2                             | ↗3344     | 10,95        |
| 10       | сельсовет Унцукульский    | село Унцукуль          | 2                             | ↗6915     | 69,01        |
| 11       | село Харачи               | село Харачи            | 1                             | ↘410      | 9,06         |
| 12       | село Цатаних              | село Цатаних           | 1                             | ↘857      | 10,15        |

## Населённые пункты
В районе 21 населённый пункт, в том числе 1 городской населённый пункт — посёлок (городского типа) — и 20 сельских населённых пунктов:
| №  | Населённый пункт | Тип           | Население | Сельское поселение       |
| -- | ---------------- | ------------- | --------- | ------------------------ |
| 1  | Аракани          | село          | ↗1672     | сельсовет Араканский     |
| 2  | Ашильта          | село          | ↗1905     | село Ашильта             |
| 3  | Балахани         | село          | ↗2308     | сельсовет Балаханский    |
| 4  | Бетли            | село          | ↗24       | сельсовет Кахабросинский |
| 5  | Гимры            | село          | ↗5365     | село Гимры               |
| 6  | Зирани           | село          | ↗81       | сельсовет Майданский     |
| 7  | Инквалита        | село          | ↘35       | сельсовет Иштибуринский  |
| 8  | Ирганай          | село          | ↗2464     | село Ирганай             |
| 9  | Иштибури         | село          | ↗343      | сельсовет Иштибуринский  |
| 10 | Кахабросо        | село          | ↗935      | сельсовет Кахабросинский |
| 11 | Колоб            | село          | ↘123      | сельсовет Иштибуринский  |
| 12 | Майданское       | село          | ↗3065     | сельсовет Майданский     |
| 13 | Моксох           | село          | ↘195      | сельсовет Балаханский    |
| 14 | Таратул-Меэр     | село          | ↗2        | сельсовет Араканский     |
| 15 | Унцукуль         | село          | ↗6641     | сельсовет Унцукульский   |
| 16 | Урчиаб           | село          | ↗5        | сельсовет Араканский     |
| 17 | Харачи           | село          | ↘411      | село Харачи              |
| 18 | Хинтлимита       | село          | ↗70       | сельсовет Унцукульский   |
| 19 | Цатаних          | село          | ↗888      | село Цатаних             |
| 20 | Шамилькала       | посёлок (пгт) | ↗5264     | посёлок Шамилькала       |
| 21 | Шулатута         | село          | →0        | сельсовет Балаханский    |

Населённые пунты на карте района

## Экономика
Основная составляющая экономики — сельское хозяйство, в районе функционируют 4 ФКЗ, 4 колхоза, 5 совхозов, рыбное хозяйство.
Основу экономики района составляют: энергетика, садоводство и прикладное искусство. В селе Унцукуль находится фабрика по художественной обработке дерева.
В районе функционируют 10 сельхозпредприятий, 441 колхозное (фермерское) хозяйство и 6,8 тыс. личных подсобных хозяйств.
Сельхозугодия составляют 46,8 тыс. га.
Промышленность района представлена Ирганайской ГЭС, а также 10 хлебопекарнями, 5 мини-мельницами и дробилками зерна.

## Природные особенности
Унцукульский район расположен в центральной части Дагестана.
В природно-климатическом отношении это — один из заповедных уголков Дагестана, долина Аварского Койсу с её субтропическим климатом.

## Инфраструктура
Общая площадь жилищного фонда — 514,1 тыс. м², в том числе муниципальная — 47,2 тыс. м².
Уровень благоустройства района составляет при наличии: водопровода — 17,7 %; канализации — 17,7; горячего водоснабжения — 17,7; газа — 50,6; напольной электроплиты — 67,1 %.
В районе имеются межрайонная многопрофильная больница, 1 районная больница, 4 участковые больницы, 1 врачебная амбулатория в поселке Шамилькала, 1 фельдшерско-акушерский пункт, 12 фельдшерских пунктов и аптека.
На территории района расположены 3 оздоровительных лагеря.
Работают предприятия торговли и общественного питания потребительского общества.
Имеются 4 оператора мобильных систем связи.

## Образование и культура
Имеются 15 школ, 13 детских дошкольных учреждений, 2 школы искусств, 1 детский Дом творчества; 18 клубных учреждений, 20 библиотек, 3 музея, 1 театр, 12 памятников культуры и истории.

## Руководители района
- Гитиновасов Магомед — с. Хунзах. 1-й секретарь Унцукульского РК ВКП (б) в 1935−1939 гг.
- Шейхов Гамзатхан — с. Кулецма Левашинского района.1-й секретарь РК ВКП (б) в 1940—1942 гг.
- Даниялав Гаджиали — с. Ругуджа Гунибского района. 1-й секретарь РК ВКП (б)в 1941—1943 гг.
- Казиев Ханипа — с. Гоцатль Хунзахского района. 1-й секретарь в 1943—1949 гг.
- Гимбатов Магомед — с. Цатаних Унцукульского района. 1-й секретарь РК КПСС в 1949—1983 гг.
- Гаджиев Магомед — с. Моксох Унцукульского района. 1-й секретарь РК КПСС в 1983—1992 гг.
- Гамзатов Абдурахман — с. Унцукуль. Глава администрации Унцукульского района в 1992—1997 гг.
- Гунащев Сайпудин — с. Моксох Унцукульского район. Глава администрации района в 1997—2001 гг.
- Абдурахманов Абдурахман — с. Унцукуль. Глава администрации района в 2001—2005 гг.
- Магомедов Шамиль — с. Гимры Унцукульского района. Глава МО «Унцукульский район» с 2005—2007 гг.
- Ахмедов Казимбег — с. Гимры Унцукульского района. Глава МО «Унцукульский район» с марта 2007 года по февраль 2009 г.
- Тагиров М- гаджи — с. Унцукуль Унцукульский район Глава МО «Унцукульский район» с 2009 г.
- Абдулаев Джаватхан Абдулаевич — с. Майданское Унцукульский район Глава МО «Унцукульский район»
- Магомедов Шамиль — с. Гимры Унцукульского района. Глава МО «Унцукульский район»
- Нурмагомедов Иса Магомедович — с. Зирани Унцукульский район — Глава МО «Унцукульский район»

## Потенциал развития
Освоение полезных ископаемых (доломита), развитие и обновление мощностей консервной промышленности, предприятий художественного промысла; воспроизводство рыбных запасов; развитие курортно-рекреационного туризма.

## Комментарии
Комментарии
1. ↑  авар. Унсоколо мухъ, агул. Унцукул район, азерб. Unsuqul rayonu, дарг. Унцукулла къатI, кум. Унцукуль якъ, лак. Унцукулал кIану, лезг. Унцукул район, ног. Унцукуль район, рут. Унцукул район, таб. Унцукул район, татск. Унцукул район, цахур. Унцукул район, чечен. Унцукулан кIошт.
2. ↑  Согласно конституции Дагестана, государственными языками на территории республики являются — русский, аварский, агульский, азербайджанский, даргинский, кумыкский, лакский, лезгинский, ногайский, рутульский, табасаранский, татский, цахурский и чеченский языки.